# Kai Harada
Kai Harada (japonsky: 原田 海; * 10. března 1999 Prefektura Kanagawa) je japonský reprezentant ve sportovním lezení, mistr světa a juniorský mistr Asie v boulderingu, juniorský vicemistr světa v lezení na obtížnost.

## Výkony a ocenění
- 2015: juniorský vicemistr světa
- 2016: juniorský mistr Asie
- 2018: mistr světa

### Závodní výsledky
| Mistrovství světa | Mistrovství světa |
| Rok               | 2018              |
| ----------------- | ----------------- |
| Obtížnost         | 10                |
| Rychlost          | 46                |
| Bouldering        | 1                 |
| Kombinace         | 4                 |

| Světový pohár | Světový pohár | Světový pohár    | Světový pohár      | Světový pohár         |
| Rok           | 2015          | 2016             | 2017               | 2018                  |
| ------------- | ------------- | ---------------- | ------------------ | --------------------- |
| Obtížnost     | 0             | x                | —                  | 53                    |
| jednotlivě    | ,38,          | ,18,35,36,21,38, | —                  | ,54,29,               |
|               |               |                  |                    |                       |
| Rychlost      | —             | —                | —                  | 0                     |
| jednotlivě    | —             | —                | —                  | ,44,31,57,43,71,      |
|               |               |                  |                    |                       |
| Bouldering    | —             | x                | x                  | x                     |
| jednotlivě    | —             | ,21,             | ,23,25,19,15,5,29, | ,35,15,6,23,21,14,16, |
|               |               |                  |                    |                       |
| Kombinace     | —             | x                | x                  |                       |

| Mistrovství světa juniorů | Mistrovství světa juniorů | Mistrovství světa juniorů | Mistrovství světa juniorů |
| Rok                       | 2015 kat A                | 2016 kat A                | 2018 junioři              |
| ------------------------- | ------------------------- | ------------------------- | ------------------------- |
| Obtížnost                 |                           |                           | 3                         |
| Bouldering                | 2                         | 3                         | 3                         |

| Mistrovství Asie juniorů | Mistrovství Asie juniorů | Mistrovství Asie juniorů | Mistrovství Asie juniorů |
| Rok                      | 2015 kat A               | 2016 kat A               | 2017 junioři             |
| ------------------------ | ------------------------ | ------------------------ | ------------------------ |
| Obtížnost                | 2                        | 2                        |                          |
| Bouldering               | 2                        | 1                        | 3                        |